# Jaromír Dlouhý (politik)
Jaromír Dlouhý (31. července 1897 Lomnice nad Popelkou – ???) byl český a československý lékař, politik Komunistické strany Československa a poúnorový poslanec Národního shromáždění ČSR.

## Biografie
Působil jako lékař a primář, specializací internista a neurolog. V roce 1946 se uvádí jako primář okresní nemocnice a bývalý politický vězeň, bytem Přerov. Od roku 1953 do roku 1957 zastával funkci ředitele fakultní nemocnice Olomouc. V roce 1956 se uvádí i jako vedoucí zdravotnického odboru rady KNV v Olomouci.
Po volbách roku 1948 byl zvolen do Národního shromáždění za KSČ ve volebním kraji Olomouc. Mandát nabyl až dodatečně v březnu 1951 jako náhradník poté, co rezignoval poslanec Bedřich Klein. V parlamentu zasedal až do konce funkčního období, tedy do voleb v roce 1954.
V roce 1968 mu celostátní konference obránců míru v Praze udělila Československou cenu míru.